# Magalys Carvajal
Magalys Esther Carvajal Rivera (18 dicembre 1968) è un'ex pallavolista cubana.
Ha vinto due medaglie olimpiche nella pallavolo con la nazionale femminile cubana, entrambe d'oro. In particolare ha trionfato con la sua squadra alle Olimpiadi di Barcellona 1992 e alle Olimpiadi di Atlanta 1996.
Ha vinto una medaglia d'oro anche ai campionati mondiali nel 1994.